# Torrelavega
Torrelavega è un comune spagnolo di 56 407 abitanti situato nella comunità autonoma della Cantabria, posta alla confluenza dei fiumi Saja e Besaya. 
È un centro industriale e importante nodo stradale a 25 km da Santander e 8 km da Santillana del Mar. È capoluogo della comarca di Besaya. 
La sua economia si basa sull'industria, sul commercio e sull'allevamento del bestiame bovino.

## Storia
La presenza umana nella zona risale al neolitico e in epoca protostorica fu abitata dagli Iberi, come attestano i resti del villaggio di san Antonio. Torrelavega raggiunse nell'antichità il massimo splendore nel periodo dal 350 al 300 a.C.; in seguito decadde e fu abbandonata nel 200 a.C. L'etimologia del suo nome è semplice: il termine vega significa campagna, pianura, ed infatti la città sorge al centro di una pianura circondata da colline. È anche conosciuta come Ciudad de los Garcilagos, cioè città dei Garcilasos, stirpe di guerrieri e poeti che l'avrebbero fondata in un imprecisato periodo. L'occupazione prevalente dei suoi abitanti fu legata all'agricoltura e all'allevamento del bestiame fino alla metà del XVIII secolo, quando ebbe inizio una modesta industrializzazione con la nascita di una filanda e poi di una fabbrica tessile. Il vero salto da centro rurale a importante centro industriale si ebbe a partire dal 1852, anno in cui il belga Hauzeur scoprì un grande giacimento di zinco e di piombo e si iniziò lo sfruttamento delle miniere, che furono attive fino all'estinzione del giacimento avvenuta nel 2003. Il comune ebbe nella seconda metà del XIX secolo un notevole incremento demografico tale da indurre Maria Cristina di Spagna, reggente per conto del figlio Alfonso XIII, a concedere a Torrelavega il titolo ufficiale di città. La spinta definitiva alla industrializzazione la diedero i belgi della famiglia Solvay agli inizi del XX secolo, che fondarono un importante stabilimento per la produzione di soda caustica e di bicarbonato di sodio utilizzando materie prime esistenti nel territorio comunale. Successivamente vi si stabilirono altre imprese multinazionali, come la tedesca Continental, la giapponese Firestone, l'americana General e, correlate a queste fabbriche, sorsero anche piccole industrie sussidiarie.
La popolazione del comune salì dai 7 700 abitanti del 1900 ai 19 315 del 1950, continuando poi a crescere anche nel cinquantennio successivo grazie all'immigrazione da altri centri spagnoli.
È patria di due famosi ciclisti: Vicente Trueba, grande scalatore degli anni '30 detto la pulce di Torrelavega per le sue ridotte dimensioni, e Óscar Freire, tre volte campione del mondo.

## Monumenti e luoghi d'interesse
Palacio Municipal edificio del 1610, Iglesia de Asuncion, chiesa barocca del 1695, San Roque XVI secolo, San Cristobal, dei secoli XVI-XVII. Casonas del casco historico degli inizi del secolo scorso, grandi edifici tipici della Cantabria che comprendono varie parti, abitazione, cappella e servizi vari come le fattorie, appartenenti a famiglie signorili, generalmente in campagna ma qui presenti anche nel centro (casco) storico, la Plaza Mayor ad arcate, il Museo Joan Cabré e, nei dintorni, il Castillo de los Duques de Frìas, fortezza del XIV secolo.

## Sport
La principale squadra di Torrelavega è il Gimnastica di Torrelevaga che milita nella terza serie spagnola, il campionato di Segunda División B, e gioca le proprie partite in casa, nel nuovo stadio "Malecón".

### Dintorni
A 8 km Santillana del Mar, con il Monasterio de Regina Coeli fondato nel 1599, col Museo Diocesano che espone opere d'arte religiosa popolare, con la Colegial importantissimo edificio romanico dei secoli XII-XIV. Nelle vicinanze ci sono le notissime Grotte di Altamira con le pitture rupestri. 
A 11 km Comillas, con casonas dei secoli XVI-XVII.
A 35 km San Vicente de Barquera antico porto.

## Feste
Le feste principali sono il 1º maggio la Festa del lavoro, il 15 agosto "La Virgen Grande", e il 16 settembre "San Migueluco". Le importanti Ferias del ganado (fiere degli animali degli allevamenti generalmente bovini) che si tenevano all'aperto oggi si svolgono in un apposito mercato inaugurato nel 1973 dall'allora principe ereditario, oggi re, Juan Carlos. Questo mercato è anche una borsa in cui si determina il prezzo del bestiame a cui fanno riferimento i mercati di bestiame in Spagna.